# 越国

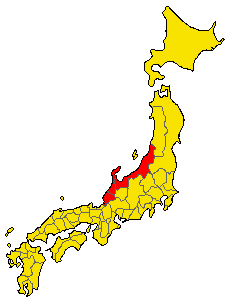
越国（越州・三越）

越国（こしのくに）は、現在の福井県敦賀市から山形県庄内地方の一部に相当する地域の、大化の改新以前の日本古代における呼称である。その後、7世紀に設けられた地方行政区分としての「国」に引き継がれた。当時は高志国と書かれ、越国は8世紀以降の書き方である。のちに令制国への移行に際して分割され、越後国・越中国・能登国・加賀国・越前国となった。越州（えっしゅう）・三越（さんえつ）などの地域名称の語源である。

## 表記
7世紀後半に書かれた木簡には高志とあり、古い時代にはこのように書かれたのであろう。8世紀の諸書のうち、古い時代の表記を残す『古事記』は高志と記し、『出雲国風土記』には古志とある。『日本書紀』は古い時代の地方名として越（こし）・越洲（こしのしま）を記す。
越の字は、高志国が分割され越前・越後などの国が生まれてから使われるようになったと考えられている。越の字が統一表記として採用されたのは、大宝4年（704年）に国印が鋳造されたときで、それまでは高志前国、高志中国、高志後国といった書き方もあったと考えられる。つまり、一つの国として存在した当時の書き方は高志国であり、越国は廃止後の表記ということになる。読みはどれも「コシ」である。

## 範囲
地理的な範囲は敦賀の氣比神宮から船出し日本海を北上して、羽咋の気多大社を経て、さらに弥彦神社がある弥彦山を右手に見るまでを一つの地域として｢越｣と呼んだ（交流の実態は各神社の歴史および継体天皇の出自など参照のこと）。西端は、若狭国と越前国（現在の福井県美浜町と敦賀市）を隔てる関峠と明確に規定されていた一方、北端は645年大化の改新の頃まで船から弥彦山を見るまでと、漠然としたものだったと考えられる。

## 歴史
古くは古事記にて八岐遠呂智の出身地であったり、八千矛神が高志の沼河比売のもとに妻問いに行った神話が記され、出雲国風土記にも所造天下大神が高志の八口を平定した話や、高志人が出雲に来たことが記されている。
古くから交易や交流などはあったもののヤマト王権の勢力が十分に及ばない日本海側の地域であり、紀元前の孝元天皇の第1皇子、四道将軍の大彦命に平定される前の「高志」は諸豪族（豪族阿彦など）に支配されていたと推定されている。
『住吉大社神代記』によれば、「田田根足尼命」という神が、「古斯国の君に坐す」兒止移奈比女乃命を娶り、乎川女乃命、馬手乃命、口以乃命を生み、この3人は「古斯乃国君等に在」したという。
『日本書紀』によれば欽明天皇5年（544年）12月、佐渡島に渡来する粛慎人のことが高志から朝廷に報告され、その後573年に高麗使人が高志の海岸に漂着、船が難破し多数の溺死をみたこと、翌年にも彼らの漂着が報告され、589年になると朝廷は阿倍臣を北陸道に派遣して越など諸国の境界を調べさせている。また、この時代の高志国内の国造として、久比岐国造などが分立していた。
しかし、孝徳朝（645年～654年）になると、それまで木ノ芽峠(西端)から東進して弥彦山(北端)までだった越国が拡大された。蝦夷との境として647年（大化3年）に渟足柵が設けられて越国の北端となり、その後も磐舟柵、初期の出羽柵までと次第に北端は伸びていった。越国守阿倍比羅夫が658年水軍180隻を率いて蝦夷を討ったと伝わるなど、安定した西端（木ノ芽峠に近い地域）とは対照的に、北端（弥彦山以北）は陸奥国と同じく蝦夷への侵攻の最前線となった辺境地帯であった。
それまで国造などの現地勢力を通じて間接的に支配されていた越国は、大化の改新によりはじめて中央政府から国司が派遣される「国」として成立した。さらに689年～692年（持統3～6年）大宝律令による令制国の設置に伴い、畿内に近い地域から順に、越前国、越中国、越後国の3国へと分割された。この後は3国それぞれの歴史を歩むこととなるが、「越州」の呼称は分割後も三国の総称またはそれぞれの国の別称として広く用いられ、3国は越州（えっしゅう）あるいは三越（さんえつ）と呼ばれることがある。さらに、越前国から能登国が、ついで加賀国が分立し、越後国の出羽郡が出羽国として分立している。

## 「越」「高志」「古志」にちなむ名
現在でも北陸地方を中心に「越」「高志」「古志」にちなむ名がみられる。
地名としては新潟県中越地方にあった古志郡や山古志村が挙げられる。また、富山県下新川郡朝日町には古志神社がある。
学校名としてもよく用いられ、新潟市に高志（こうし）中等教育学校、福井市に高志高校、富山県黒部市に高志野中学校がある。
そのほか、コシヒカリ、コシサウルス、越乃寒梅、高志インテックなど。富山市に2012年7月開館した文学館は高志の国文学館と命名された。

## 枕詞
越にかかる枕詞は「しなざかる」である。これは、「しな（信濃国）より遠ざかり越にいたる」という意味であると言われる。